# Kareem Valentine
Kareem Javier Valentine Sandoval (Miami, 11 ottobre 1992) è un ex nuotatore antiguo-barbudano, specializzato nello stile libero e nel nuoto di fondo.

## Biografia
Rappresentò Antigua e Barbuda ai Giochi olimpici estivi di Pechino 2008, dove ottenne il 96º tempo nelle batterie dei 50 m stile libero e fu eliminato.
Ai mondiali di Roma 2009 gareggiò nella 5 km in acque libere, terminando la gara oltre il tempo massimo.